# نمل سارق
النمل السارق أو النمل اللص (الاسم العلمي Solenopsis molesta)، حشرة من النمل غشائيات الأجنحة ويتبع جنس النمل ناري. يستمد اسمه من عادة التعشيش بالقرب من أعشاش النمل الأخرى، التي يسرقون منها الطعام. وتسمى أيضًا نمل الشحوم لأنها تنجذب إلى الشحوم.